# Gauss–Markovs sats
Gauss-Markov-teoremet innebär att av alla linjära väntevärdesriktiga estimatorer har Minstakvadratmetoden (OLS, givet homoskedasticitet) den minsta variansen.